# 연꽃
연꽃(영어: Lotus, 문화어: 련꽃, 학명: Nelumbo nucifera)은 인도가 원산지인 연꽃속의 여러해살이풀이다. 땅속줄기는 흙속을 기는데, 가을이 끝날 무렵에는 그 끝이 커져 연근이 만들어진다. 잎은 원형의 방패 모양이며, 꽃은 7-8월경에 물 속에서 나온 긴 꽃자루 끝에 핀다. 꽃받침조각은 4-5개이고, 여러 개의 꽃잎과 있다. 열매는 연밥이라고 하며, 땅속줄기인 연근과 함께 식용·약용된다. 과피는 매우 딱딱하므로, 수백 년이 지난 후에야 발아하는 경우도 있다. 늪·연못·논 등에 많으며 연꽃부터 열매, 잎, 뿌리에 이르기까지 식용 및 약재로 이용된다.
뿌리가 마구 번지므로, 점질양토 등 무거운 흙을 배양토로 배수구가 없는 화분에 심어 연못에 넣는다. 종자를 심을 때는 씨껍질이 두꺼우므로 상처를 내서 심어야 한다.
아라연꽃
'아라연꽃'은 2005년 5월 경상남도 함안군 성산산성에서 발굴된 연꽃 씨앗에서 발아한 연꽃이다. 이 연꽃은 성산산성 발굴 현장에서 발견된 씨앗에서 자란 것이며, 발견된 10개의 종자 중 일부를 한국지질자원연구소에 의뢰해 성분분석한 결과 각 650~760년전, 즉 고려 시대 연꽃 씨인 것으로 확인되었다. 함안군에서는 함안 지역이 본래 옛 아라가야가 있었던 곳이었기 때문에 이 연꽃을 '아라연꽃'이라고 명명하였으며, 일부 연꽃 씨앗에 대해 발아시키는데 성공하였다. 발아한 연꽃은 이후 같은해 7월 7일에 꽃을 피웠다.
꽃잎 하단은 백색, 중단은 선홍색, 끝은 홍색으로 현대 연꽃과 달리 길이가 길고 색깔이 엷어 고려시대의 불교 탱화에서 볼 수 있는 연꽃의 형태와 색깔을 그대로 간직하고 있다.

## 사진

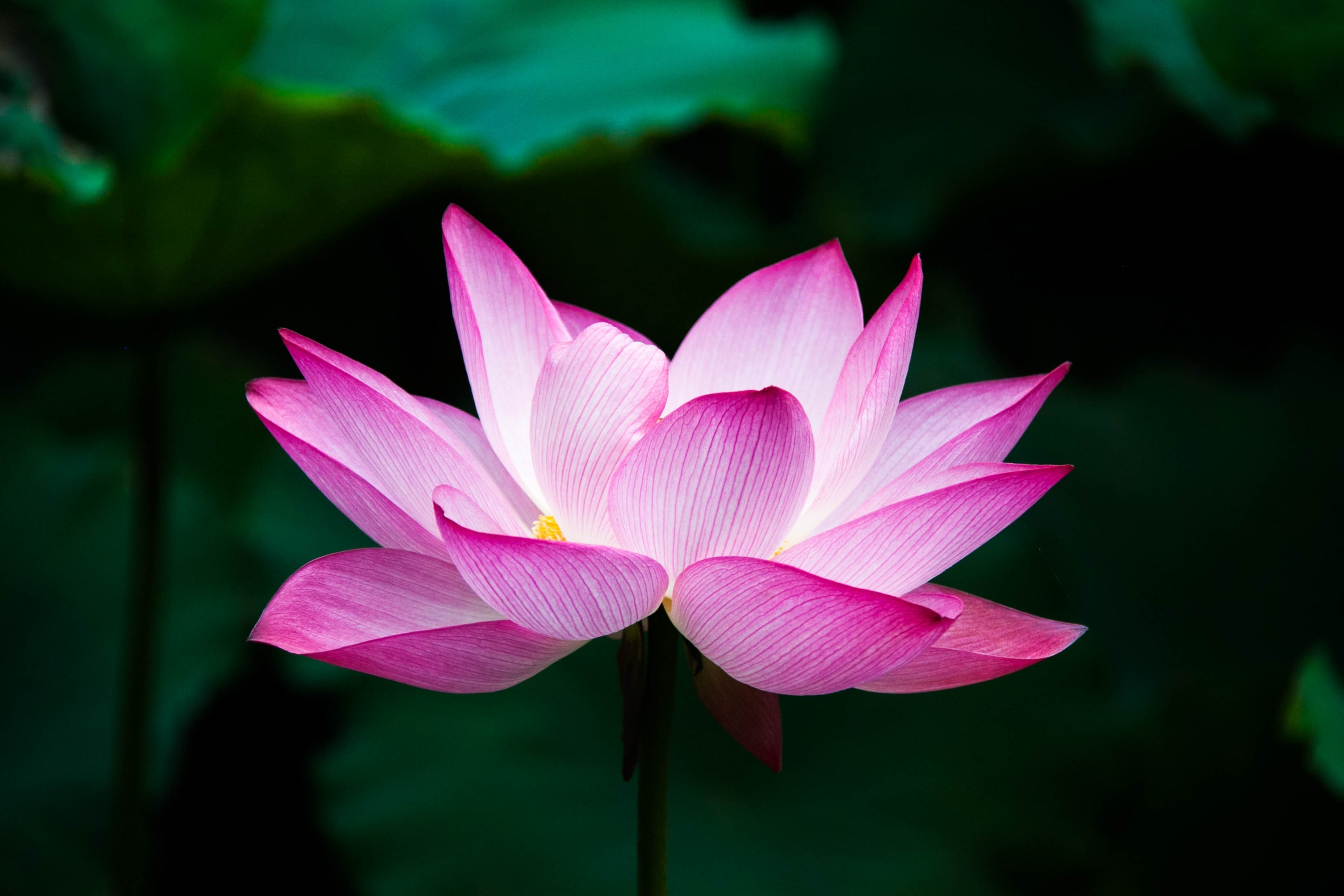
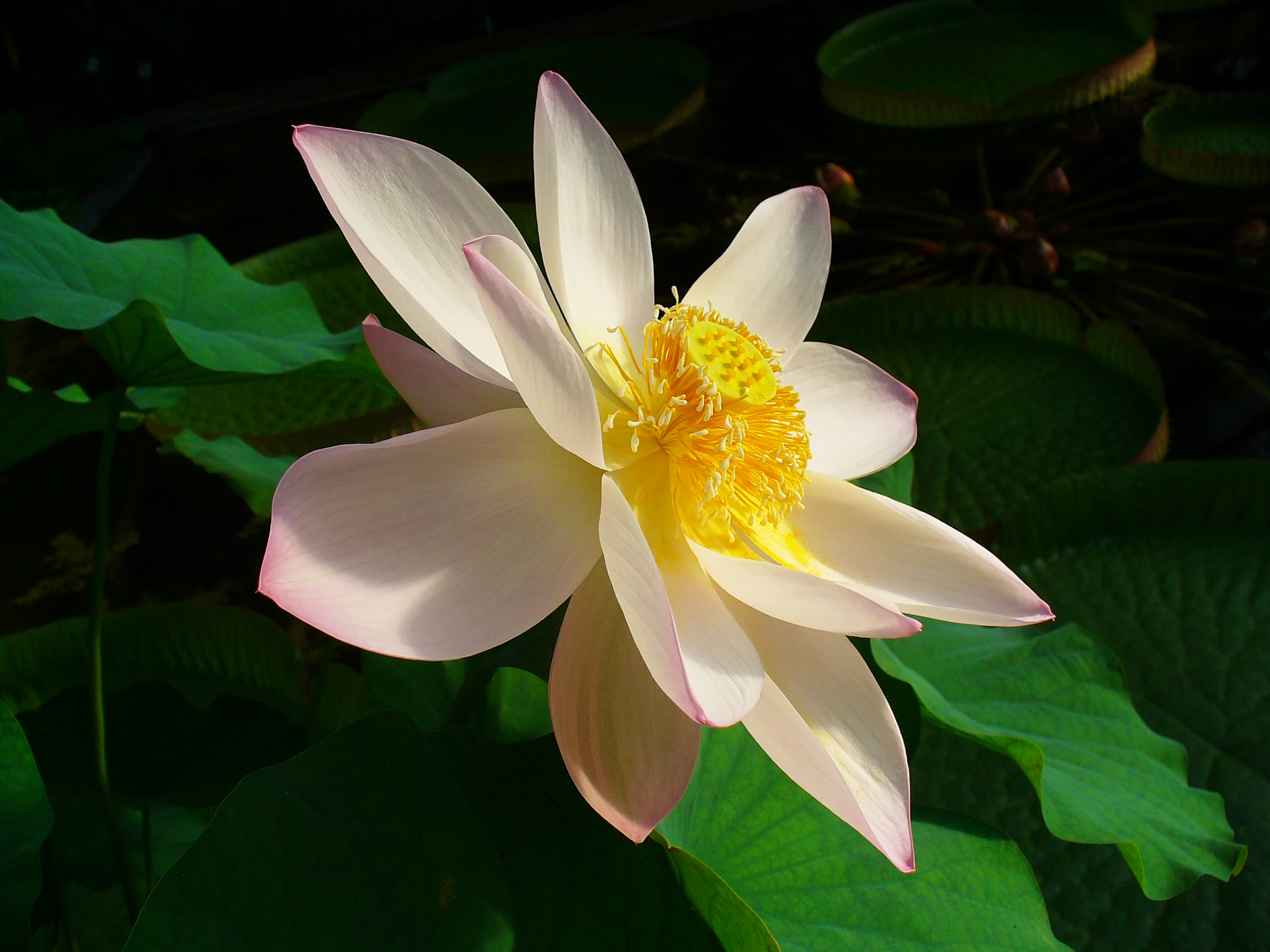
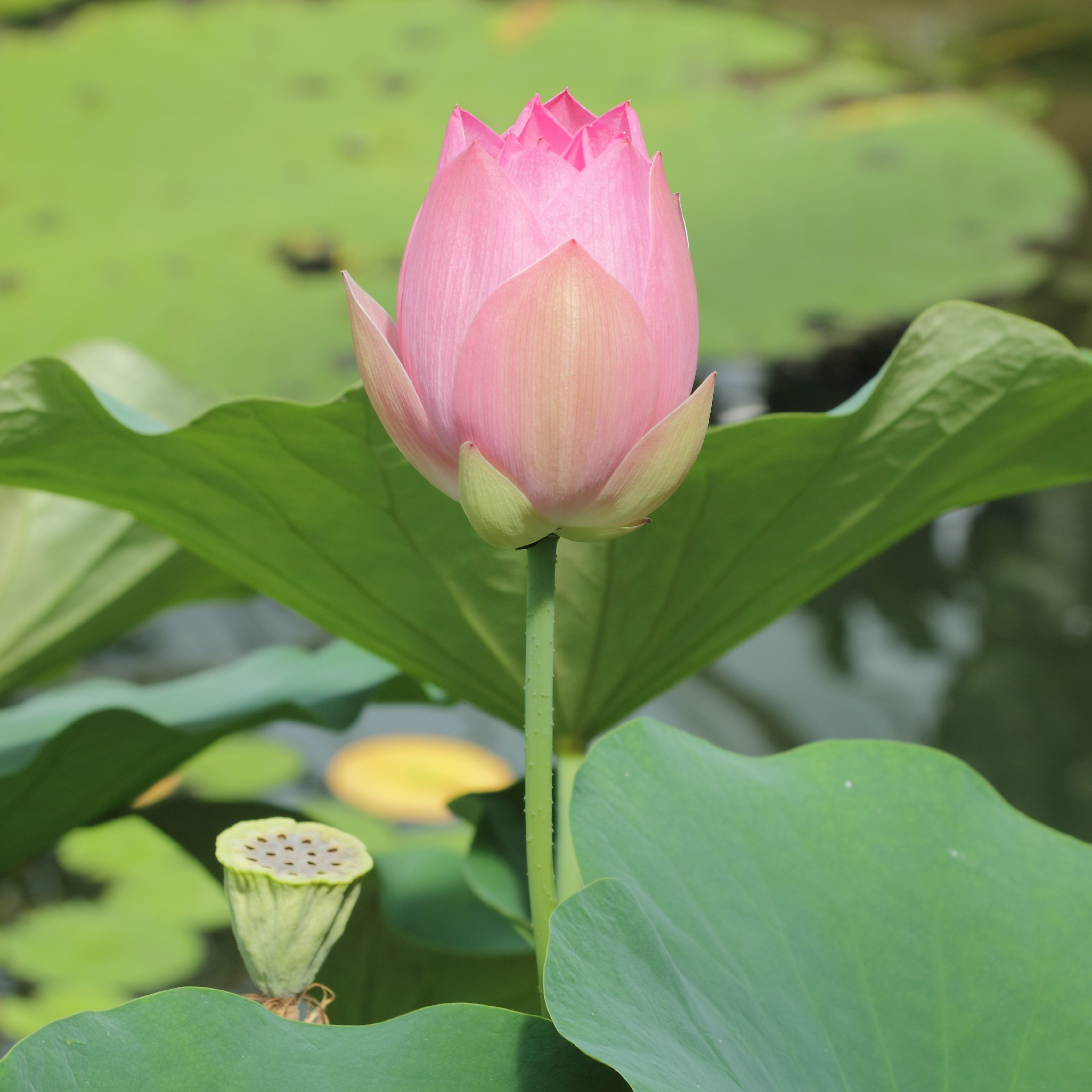

## 같이 보기
- 수련

## 참고 문헌
- 이 문서에는 다음커뮤니케이션(현 카카오)에서 GFDL 또는 CC-SA 라이선스로 배포한 글로벌 세계대백과사전의 내용을 기초로 작성된 글이 포함되어 있습니다.